# Procediment mínimament invasiu
Els procediments mínimament invasius (també coneguts com a cirurgies mínimament invasives) engloben tècniques de cirurgia que limiten la mida de les incisions necessàries, reduint així el temps de cicatrització de ferides, el dolor associat i el risc d'infecció. La cirurgia per definició és invasiva i moltes operacions que requereixen incisions d'alguna mida s'anomenen cirurgia oberta. Les incisions realitzades durant la cirurgia oberta de vegades poden deixar grans ferides que poden ser doloroses i que triguen molt de temps a curar-se. Els avenços en les tecnologies mèdiques han permès el desenvolupament i l'ús regular de procediments mínimament invasius. Per exemple, la reparació endovascular d'aneurisma, una cirurgia mínimament invasiva, s'ha convertit en el mètode més comú de reparació d'aneurisma aòrtic abdominal als EUA a partir del 2003. El procediment implica incisions molt més petites que el corresponent procediment de cirurgia aòrtica oberta.
Els radiòlegs intervencionistes van ser els precursors dels procediments mínimament invasius. Utilitzant tècniques d'imatge, els radiòlegs van poder dirigir els instruments d'intervenció a través del cos mitjançant catèters en lloc de les grans incisions necessàries en la cirurgia tradicional. Com a resultat, moltes afeccions que abans requerien cirurgia ara es poden tractar amb aquests procediments.
Les tècniques de diagnòstic que no impliquen incisions, punxades a la pell o la introducció d'objectes o materials estranys al cos es coneixen com a procediments no invasius. Diversos procediments de tractament es classifiquen com a no invasius. Un exemple important d'un tractament alternatiu no invasiu a la cirurgia és la radioteràpia.